# Magnar Isaksen
Pour les articles homonymes, voir Isaksen.
Magnar Nikolai Erisken (né le 13 octobre 1910 à Kristiansund et mort le 8 juillet 1979 à Oslo) était un footballeur international norvégien qui évoluait au poste d'attaquant.

## Biographie

### Joueur
Il passe la plupart de sa carrière entre dans le club norvégien du FC Lyn Oslo.

### International
Il est également international, avec l'équipe de Norvège et est connu pour avoir participé à la coupe du monde 1938 en France.
Il gagne également le bronze pendant les Jeux olympiques de 1936 à Berlin.